# K League 1 de 2021
A K League 1 de 2021 é a 39° temporada da principal divisão de futebol na Coréia do Sul desde o seu estabelecimento em 1983, com o nome de K League, e a terceira temporada com o atual nome, K League 1. O Jeonbuk Hyundai Motors é o atual campeão e irá defender o título nesse ano. A equipe é a maior vencedora do torneio com 8 títulos.
A temporada se iniciou no de 27 de fevereiro de 2021, mas ainda não há uma data para o encerramento. A temporada é dividida em três partes: na primeira, todas as equipes se enfrentarão duas vezes; na segunda, todas as equipes se enfrentarão apenas uma vez; na terceira, são formados dois grupos, um com os seis primeiros colocados e outro com os seis últimos, e as equipes de cada grupo se enfrentarão uma vez.

## Promoção e rebaixamento
| Pos. | Despromovidos da K League 1   | Despromoção        |
| ---- | ----------------------------- | ------------------ |
| 4.º  | Sangju Sangmu→Gimcheon Sangmu | Despromoção Direta |
| 12.º | Busan IPark                   | Despromoção Direta |

| Pos. | Promovidos da K League 2 | Promoção            |
| ---- | ------------------------ | ------------------- |
| 1.º  | Jeju United              | Promoção Direta     |
| 2.°  | Suwon FC (↑)             | Playoff de Promoção |

## Equipes participantes por região
As seguintes 12 equipes irão disputar a K League 1 de 2020:
| Equipe                    | Cidade / Área | Treinador      | Proprietário(s)                        | Patrocinador(es)                                 |
| ------------------------- | ------------- | -------------- | -------------------------------------- | ------------------------------------------------ |
| 0 Daegu FC                | 0 Daegu       | Lee Byung-keun | Governo de Daegu, acionistas locais    | DGB Daegu Bank, AJIN Industrial Co., Ltd.        |
| 0 Gangwon FC              | 0 Gangwon     | Kim Byung-soo  | Governo de Gangwon, acionistas locais  | Gangwon Land                                     |
| 0 Gwangju FC              | 0 Gwangju     | Kim Ho-young   | Governo de Gwangju, acionistas locais  | Governo de Gwangju                               |
| 0 Incheon United          | 0 Incheon     | Jo Sung-hwan   | Governo de Incheon, acionistas locais  | Shinhan Bank, Aeroporto Internacional de Incheon |
| 0 Jeju United             | 0 Jeju        | Nam Ki-il      | SK Energy                              | SK Energy                                        |
| 0 Jeonbuk Hyundai Motors  | 0 Jeonbuk     | Kim Sang-sik   | Hyundai Motor Company                  | Hyundai Motor Company                            |
| 0 Pohang Steelers         | 0 Pohang      | Kim Gi-dong    | POSCO                                  | POSCO, Pohang City Hall                          |
| 0 Seongnam FC             | 0 Seongnam    | Kim Nam-il     | Governo de Seongnam, acionistas locais | Governo de Seongnam                              |
| 0 FC Seoul                | 0 Seoul       | Park Jin-sub   | GS Group                               | GS Shop, GS Caltex                               |
| 0 Suwon Samsung Bluewings | 0 Suwon       | Park Kun-ha    | Cheil Worldwide na Samsung             | Samsung Electronics                              |
| 0 Suwon FC                | 0 Suwon       | Kim Do-kyun    | Governo de Suwon, acionistas locais    | Governo de Suwon                                 |
| 0 Ulsan Hyundai           | 0 Ulsan       | Hong Myung-bo  | Hyundai Heavy Industries               | Hyundai Oil Bank, Hyundai Heavy Industries       |

### Estádios
| Daegu FC            | Gangwon FC                                      | Gwangju FC                          | Incheon United           | Jeju United                           | Jeonbuk Hyundai Motors       |
| ------------------- | ----------------------------------------------- | ----------------------------------- | ------------------------ | ------------------------------------- | ---------------------------- |
| DGB Daegu Bank Park | Chuncheon Songam Leports Town Gangneung Stadium | Gwangju World Cup Auxiliary Stadium | Incheon Football Stadium | Jeju World Cup Stadium                | Jeonju World Cup Stadium     |
| Capacidade: 12.415  | Capacidade: 20.000 22.333                       | Capacidade: 12.000                  | Capacidade: 20.891       | Capacidade: 29.791                    | Capacidade: 42.477           |
|                     |                                                 |                                     |                          |                                       |                              |
| Pohang Steelers     | Seongnam FC                                     | FC Seoul                            | Suwon Samsung Bluewings  | Suwon FC                              | Ulsan Hyundai                |
| Pohang Steel Yard   | Tancheon Stadium                                | Seoul World Cup Stadium             | Suwon World Cup Stadium  | Suwon Stadium Suwon World Cup Stadium | Ulsan Munsu Football Stadium |
| Capacidade: 17.443  | Capacidade: 16.146                              | Capacidade: 66.704                  | Capacidade: 44.031       | Capacidade: 11.808 44.031             | Capacidade: 44.102           |
|                     |                                                 |                                     |                          |                                       |                              |

### Jogadores estrangeiros
Há uma rigorosa restrição no número de jogadores estrangeiros de no máximo 5 jogadores por equipe, incluindo uma vaga destinada para um jogador de um país da AFC e outra para um jogador de um país da ASEAN. Uma equipe pode usar 5 jogadores estrangeiros em campo, sendo pelo menos um deles um jogador de um país da AFC.
| Equipe                  | Jogador 1           | Jogador 2             | Jogador 3            | Jogador da AFC     | Jogador da ASEAN   |  |
| ----------------------- | ------------------- | --------------------- | -------------------- | ------------------ | ------------------ |  |
| Daegu FC                | Césinha             | Edgar                 | Lamas                | Tsubasa Nishi      |                    |  |
| Gangwon FC              | Vladimir Silađi     | Momchil Tsvetanov     | Matija Ljujić        | Rustam Ashurmatov  |                    |  |
| Gwangju FC              | Reis                | Aleksandar Andrejević | Johnathan            |                    |                    |  |
| Incheon United          | Stefan Mugoša       | Elías Aguilar         | Negueba              | Harrison Delbridge |                    |  |
| Jeju United             | Oskar Zawada        | Gerso Fernandes       |                      |                    |                    |  |
| Jeonbuk Hyundai Motors  | Modou Barrow        | Gustavo               | Stanislav Iljutcenko | Takahiro Kunimoto  | Sasalak Haiprakhon |  |
| Pohang Steelers         | Manuel Palacios     | Mario Kvesić          | Borys Tashchy        | Alex Grant         |                    |  |
| Seongnam FC             | Richard Windbichler | Fejsal Mulić          | Sergiu Buș           | Jamshid Iskanderov |                    |  |
| FC Seoul                | Osmar               | Aleksandar Paločević  | Gabriel              | Connor Chapman     |                    |  |
| Suwon Samsung Bluewings | Doneil Henry        | Uroš Đerić            | Nicolao Dumitru      |                    |                    |  |
| Suwon FC                | Lars Veldwijk       | Murilo                | Tardeli              | Lachlan Jackson    |                    |  |
| Ulsan Hyundai           | Dave Bulthuis       | Valeri Qazaishvili    |                      |                    |                    |  |

## Tabela Classificativa
compledo

## Líderes por jornada/ Tabela de jogos
| Jornadas | Jornadas | Jornadas | Jornadas | Jornadas | Jornadas | Jornadas | Jornadas | Jornadas | Jornadas | Jornadas | Jornadas | Jornadas | Jornadas | Jornadas | Jornadas | Jornadas | Jornadas | Jornadas | Jornadas | Jornadas | Jornadas | Jornadas | Jornadas | Jornadas | Jornadas | Jornadas | Jornadas | Jornadas | Jornadas | Jornadas | Jornadas | Jornadas | Jornadas | Jornadas | Jornadas | Jornadas | Jornadas |
| -------- | -------- | -------- | -------- | -------- | -------- | -------- | -------- | -------- | -------- | -------- | -------- | -------- | -------- | -------- | -------- | -------- | -------- | -------- | -------- | -------- | -------- | -------- | -------- | -------- | -------- | -------- | -------- | -------- | -------- | -------- | -------- | -------- | -------- | -------- | -------- | -------- | -------- |
| 01       | 02       | 03       | 04       | 05       | 06       | 07       | 08       | 09       | 10       | 11       | 12       | 13       | 14       | 15       | 16       | 17       | 18       | 19       | 20       | 21       | 22       | 23       | 24       | 25       | 26       | 27       | 28       | 29       | 30       | 31       | 32       | 33       | 34       | 35       | 26       | 37       | 38       |
| USH      | USH      | USH      | USH      | JHM      | JHM      | JHM      | JHM      | JHM      | JHM      | JHM      | JHM      | JHM      | JHM      | JHM      | JHM      | USH      | USH      | USH      | USH      | USH      | USH      | USH      | USH      | USH      | USH      | USH      | USH      | USH      | USH      | USH      | USH      | JHM      | JHM      | JHM      | JHM      | JHM      | JHM      |

## Desempenho por rodada
Líder e qualificado para a fase de grupos da Liga dos Campeões da AFC

      Qualificado para o play-off da Liga dos Campeões da AFC

      Qualificado para o play-off de rebaixamento

      Rebaixado para a K League 2
|                         | 1  | 2  | 3  | 4  | 5  | 6  | 7  | 8  | 9  | 10 | 11 | 12 | 13 | 14 | 15 | 16 | 17 | 18 | 19 | 20 | 21 | 22 | 23 | 24 | 25 | 26 | 27 | 28 | 29 | 30 | 31 | 32 | 33 | 34 | 35 | 36 | 37 | 38 |
| ----------------------- | -- | -- | -- | -- | -- | -- | -- | -- | -- | -- | -- | -- | -- | -- | -- | -- | -- | -- | -- | -- | -- | -- | -- | -- | -- | -- | -- | -- | -- | -- | -- | -- | -- | -- | -- | -- | -- | -- |
| Jeonbuk Hyundai Motors  | 2  | 4  | 2  | 2  | 1  | 1  | 1  | 1  | 1  | 1  | 1  | 1  | 1  | 1  | 1  | 1  | 2  | 3  | 4  | 2  | 3  | 3  | 2  | 2  | 2  | 2  | 2  | 2  | 2  | 2  | 2  | 2  | 1  | 1  | 1  | 1  | 1  | 1  |
| Ulsan Hyundai           | 1  | 1  | 1  | 1  | 2  | 3  | 2  | 2  | 2  | 2  | 2  | 2  | 2  | 2  | 2  | 2  | 1  | 1  | 1  | 1  | 1  | 1  | 1  | 1  | 1  | 1  | 1  | 1  | 1  | 1  | 1  | 1  | 2  | 2  | 2  | 2  | 2  | 2  |
| Daegu FC                | 5  | 8  | 11 | 10 | 10 | 9  | 11 | 11 | 10 | 10 | 8  | 6  | 6  | 4  | 4  | 4  | 4  | 4  | 3  | 4  | 2  | 2  | 4  | 5  | 6  | 7  | 4  | 4  | 3  | 3  | 3  | 3  | 3  | 3  | 3  | 3  | 3  | 3  |
| Jeju United             | 7  | 7  | 5  | 7  | 6  | 6  | 6  | 7  | 5  | 4  | 3  | 3  | 3  | 5  | 6  | 6  | 6  | 6  | 6  | 8  | 9  | 9  | 8  | 9  | 8  | 8  | 8  | 8  | 8  | 8  | 5  | 5  | 5  | 4  | 4  | 4  | 4  | 4  |
| Suwon FC                | 5  | 9  | 10 | 11 | 11 | 12 | 12 | 12 | 12 | 11 | 12 | 12 | 12 | 12 | 8  | 8  | 8  | 8  | 7  | 6  | 7  | 6  | 6  | 6  | 4  | 3  | 3  | 3  | 4  | 4  | 4  | 4  | 4  | 5  | 5  | 5  | 5  | 5  |
| Suwon Samsung Bluewings | 4  | 3  | 3  | 3  | 3  | 4  | 4  | 4  | 4  | 3  | 5  | 4  | 4  | 3  | 3  | 3  | 3  | 2  | 2  | 3  | 4  | 4  | 3  | 3  | 5  | 6  | 7  | 6  | 6  | 5  | 6  | 6  | 6  | 6  | 6  | 6  | 6  | 6  |
| FC Seoul                | 11 | 5  | 9  | 6  | 4  | 2  | 3  | 3  | 6  | 7  | 9  | 8  | 8  | 8  | 11 | 11 | 11 | 11 | 11 | 10 | 10 | 10 | 9  | 11 | 11 | 12 | 12 | 12 | 11 | 10 | 10 | 9  | 9  | 11 | 10 | 9  | 9  | 7  |
| Incheon United          | 9  | 6  | 8  | 9  | 8  | 8  | 10 | 10 | 11 | 12 | 11 | 11 | 9  | 10 | 10 | 7  | 7  | 7  | 8  | 7  | 5  | 7  | 7  | 7  | 7  | 4  | 6  | 7  | 7  | 7  | 8  | 8  | 8  | 7  | 8  | 8  | 8  | 8  |
| Pohang Steelers         | 3  | 2  | 4  | 4  | 7  | 7  | 7  | 9  | 8  | 6  | 4  | 5  | 5  | 6  | 5  | 5  | 5  | 5  | 5  | 5  | 6  | 5  | 5  | 4  | 3  | 5  | 5  | 5  | 5  | 6  | 7  | 7  | 7  | 8  | 7  | 7  | 7  | 9  |
| Seongnam FC             | 7  | 9  | 6  | 5  | 5  | 5  | 5  | 5  | 3  | 5  | 6  | 7  | 7  | 7  | 7  | 9  | 9  | 9  | 9  | 12 | 12 | 12 | 11 | 10 | 10 | 11 | 11 | 10 | 9  | 9  | 9  | 10 | 11 | 9  | 9  | 10 | 10 | 10 |
| Gangwon FC              | 12 | 11 | 12 | 12 | 12 | 10 | 8  | 8  | 7  | 8  | 10 | 10 | 11 | 9  | 9  | 10 | 10 | 10 | 10 | 9  | 8  | 8  | 10 | 8  | 9  | 10 | 10 | 11 | 12 | 12 | 12 | 11 | 10 | 10 | 11 | 11 | 11 | 11 |
| Gwangju FC              | 10 | 12 | 7  | 8  | 9  | 11 | 9  | 6  | 9  | 9  | 7  | 9  | 10 | 11 | 12 | 12 | 12 | 12 | 12 | 11 | 11 | 11 | 12 | 12 | 12 | 9  | 9  | 9  | 10 | 11 | 11 | 12 | 12 | 12 | 12 | 12 | 12 | 12 |

## Resultados

### Rodadas 1-22
| Mandante \ Visitante    | DGU | GWN | GJU | ICU | JJU | JHM | PHS | SNM | SEL | SSB | SWN | USH |
| ----------------------- | --- | --- | --- | --- | --- | --- | --- | --- | --- | --- | --- | --- |
| Daegu FC                | —   | 1–0 | 1–4 | 3–0 | 1–1 | 1–0 | 1–1 | 0–0 | 1–1 | 1–0 | 1–1 | 2–1 |
| Gangwon FC              | 3–0 | —   | 0–1 | 2–0 | 2–2 | 1–1 | 1–3 | 0–0 | 0–0 | 3–0 | 0–0 | 2–2 |
| Gwangju FC              | 0–1 | 3–1 | —   | 2–1 | 0–0 | 0–2 | 0–1 | 0–0 | 1–1 | 3–4 | 2–0 | 0–1 |
| Incheon United          | 2–1 | 1–0 | 2–1 | —   | 0–3 | 1–1 | 1–1 | 1–0 | 0–1 | 0–0 | 4–1 | 0–0 |
| Jeju United             | 1–2 | 1–1 | 1–1 | 1–4 | —   | 1–1 | 1–0 | 2–2 | 2–1 | 2–1 | 1–3 | 1–2 |
| Jeonbuk Hyundai Motors  | 3–2 | 2–1 | 3–0 | 5–0 | 1–1 | —   | 0–1 | 1–0 | 2–0 | 1–3 | 1–1 | 2–4 |
| Pohang Steelers         | 0–0 | 1–1 | 1–0 | 2–1 | 0–0 | 1–3 | —   | 1–0 | 0–1 | 0–3 | 1–0 | 1–1 |
| Seongnam FC             | 0–0 | 1–2 | 2–0 | 1–3 | 0–0 | 1–5 | 2–1 | —   | 1–0 | 0–1 | 2–3 | 0–1 |
| FC Seoul                | 0–1 | 0–1 | 2–1 | 0–1 | 0–1 | 3–4 | 1–2 | 2–2 | —   | 0–3 | 3–0 | 0–0 |
| Suwon Samsung Bluewings | 1–1 | 1–1 | 1–0 | 1–2 | 3–2 | 1–3 | 1–1 | 1–0 | 1–2 | —   | 1–2 | 3–0 |
| Suwon FC                | 2–4 | 2–1 | 2–1 | 2–2 | 2–1 | 1–0 | 3–4 | 1–2 | 1–1 | 0–0 | —   | 0–1 |
| Ulsan Hyundai           | 2–1 | 5–0 | 2–0 | 3–1 | 0–0 | 0–0 | 1–0 | 2–2 | 3–2 | 1–1 | 2–5 | —   |

### Rodadas 23-33
| Mandante \ Visitante    | DGU  | GWN  | GJU  | ICU  | JJU         | JHM  | PHS  | SNM  | SEL  | SSB  | SWN  | USH  |
| ----------------------- | ---- | ---- | ---- | ---- | ----------- | ---- | ---- | ---- | ---- | ---- | ---- | ---- |
| Daegu FC                | —    | null | 1–2  | null | null        | null | null | 3–1  | null | 0–2  | 0–0  | 2–1  |
| Gangwon FC              | 2–0  | —    | 2–1  | null | 2–2         | 0–1  | 1–0  | null | 1–4  | null | null | null |
| Gwangju FC              | null | null | —    | 1–0  | 0–3 awarded | 1–2  | 2–3  | 2–0  | null | null | null | null |
| Incheon United          | 2–0  | 0–1  | null | —    | 1–2         | null | null | 0–1  | null | 0–1  | 0–0  | null |
| Jeju United             | 0–1  | null | null | null | —           | 2–2  | null | 2–1  | 1–0  | null | null | 2–2  |
| Jeonbuk Hyundai Motors  | 2–1  | null | null | 2–0  | null        | —    | 2–0  | null | 3–2  | 1–0  | 2–2  | null |
| Pohang Steelers         | 1–2  | null | null | 0–1  | 2–4         | null | —    | null | null | 0–0  | 3–1  | 1–2  |
| Seongnam FC             | null | 2–0  | null | null | null        | 0–0  | 1–0  | —    | 1–1  | null | null | 2–1  |
| FC Seoul                | 1–1  | null | 1–0  | 0–0  | null        | null | 2–2  | null | —    | null | 2–1  | 1–2  |
| Suwon Samsung Bluewings | null | 3–2  | 2–2  | null | 0–0         | null | null | 1–2  | 0–2  | —    | 0–3  | null |
| Suwon FC                | null | 1–0  | 1–3  | null | 1–0         | null | null | 3–1  | null | null | —    | 0–3  |
| Ulsan Hyundai           | null | 2–1  | 1–0  | 3–2  | null        | 0–0  | null | null | null | 3–1  | null | —    |

### Rodadas 34-38
| Mandante \ Visitante    | DGU  | JJU  | JHM  | SSB  | SWN  | USH  |
| ----------------------- | ---- | ---- | ---- | ---- | ---- | ---- |
| Daegu FC                | —    | 0–5  | 0–2  | 2–1  | null | null |
| Jeju United             | null | —    | null | 2–0  | 1–0  | null |
| Jeonbuk Hyundai Motors  | null | 2–0  | —    | null | null | 3–2  |
| Suwon Samsung Bluewings | null | null | 0–4  | —    | null | 0–0  |
| Suwon FC                | 1–2  | null | 3–2  | 2–0  | —    | null |
| Ulsan Hyundai           | 2–0  | 3–1  | null | null | 3–2  | —    |

| Mandante \ Visitante | GWN  | GJU  | ICU  | PHS  | SNM  | SEL  |
| -------------------- | ---- | ---- | ---- | ---- | ---- | ---- |
| Gangwon FC           | —    | null | 1–1  | null | 2–1  | null |
| Gwangju FC           | 2–2  | —    | 1–1  | null | null | 3–4  |
| Incheon United       | null | null | —    | 0–0  | null | 2–0  |
| Pohang Steelers      | 4–0  | 1–2  | null | —    | null | 1–2  |
| Seongnam FC          | null | 1–0  | 1–1  | 1–0  | —    | null |
| FC Seoul             | 0–0  | null | null | null | 3–0  | —    |

## Play-off manutenção/promoção
O Gangwon FC, 11º classificado, disputou um play-off com o Daejeon Hana Citizen, o vencedor de play-off promoção da K League 2 de 2021 a 2 mãos para decidir a equipa a participar na K League 1 de 2022.

### Primeira mão
| 8 Decembro 2021 | Daejeon Hana Citizen | 1 - 0 | Gangwon FC | Complexo Esportivo de Hanbat, Daejeon |
| 19:00 UTC+9     | Lee Hyeon-sik 51'    |       |            |                                       |

### Segunda mão
| 12 Decembro 2021 | Gangwon FC | 4 - 1 | Daejeon Hana Citizen | Estadio de Gangneung, Gangneung |
| 14:00 UTC+9      |            |       |                      |                                 |

Gangwon FC venceu a eliminatória por 4–2.

## Campeão
| Campeonato de Coreia do Sul de Primeira Divisão 2021 |
| ---------------------------------------------------- |
| Jeonbuk Hyundai Motors 9.º Título                    |

## Estatísticas da temporada

### Artilheiros
Fonte: 
Atualizado em 03 de outubro de 2021
| Pos. | Jogador              | Equipe                 | Gols |
| ---- | -------------------- | ---------------------- | ---- |
| 1    | Joo Min-kyu          | Jeju United            | 15   |
| 1    | Lars Veldwijk        | Suwon FC               | 15   |
| 3    | Gustavo              | Jeonbuk Hyundai Motors | 12   |
| 3    | Stanislav Iljutcenko | Jeonbuk Hyundai Motors | 12   |
| 3    | Fejsal Mulić         | Seongnam FC            | 12   |
| 6    | Lee Dong-jun         | Ulsan Hyundai          | 11   |
| 7    | Lim Sang-hyub        | Pohang Steelers        | 10   |
| 8    | Stefan Mugoša        | Incheon United         | 9    |
| 8    | Cesinha              | Daegu FC               | 9    |
| 8    | Na Sang-ho           | FC Seoul               | 9    |
| 3    | 18 jogadores         | 18 jogadores           | 1    |